# Rohan Dennis
Rohan Dennis (* 28. Mai 1990 in Ashford) ist ein ehemaliger australischer Bahn- und Straßenradrennfahrer. Er wurde im Erwachsenenbereich sechsmal Weltmeister und war vom 8. Februar bis zum 2. Mai 2015 Halter des Stundenweltrekords.

## Sportliche Karriere
Zu Beginn seiner Karriere widmete sich Dennis vor allem dem Bahnradsport. Er wurde 2006 australischer Meister im Einzelzeitfahren der Jugendklasse. Im folgenden Jahr wurde er nationaler Junioren-Bahnradmeister in der Mannschaftsverfolgung. Auf der Straße gewann er den Prolog bei den Casut-Cimolais 3 Giorni in Friuli. In der Saison 2008 wurde Dennis australischer Junioren-Bahnradmeister in der Einerverfolgung und im Punktefahren. Bei der Bahnrad-Weltmeisterschaft der Junioren gewann er die Silbermedaille in der Einer- und Gold in der Mannschaftsverfolgung. Außerdem war er beim Weltcup in Melbourne in der Mannschaftsverfolgung erfolgreich. Auf der Straße gewann er eine Etappe bei der Tour of the Murray River. 2010 und 2011 wurde Rohan Dennis Weltmeister in der Mannschaftsverfolgung.
2013 unterschrieb Dennis einen Vertrag beim UCI ProTeam Garmin Sharp. Beim Critérium du Dauphiné 2013 wurde er beim Zeitfahren auf der vierten Etappe als Zweiter nur von Zeitfahrweltmeister Tony Martin geschlagen und sicherte sich damit das Gelbe Trikot des Gesamtführenden. Im Jahr 2014 gewann er eine Etappe bei der Kalifornien-Rundfahrt. Im folgenden August wechselte er im Einvernehmen mit dem Garmin-Team zum BMC Racing Team, um wie zu Beginn seiner Straßenkarriere bei Garmin mit dem Sportlichen Leiter Allan Peiper zusammenarbeiten zu können. Mit diesem Team gewann er bei den Straßenweltmeisterschaften 2014 den Titel im Mannschaftszeitfahren.

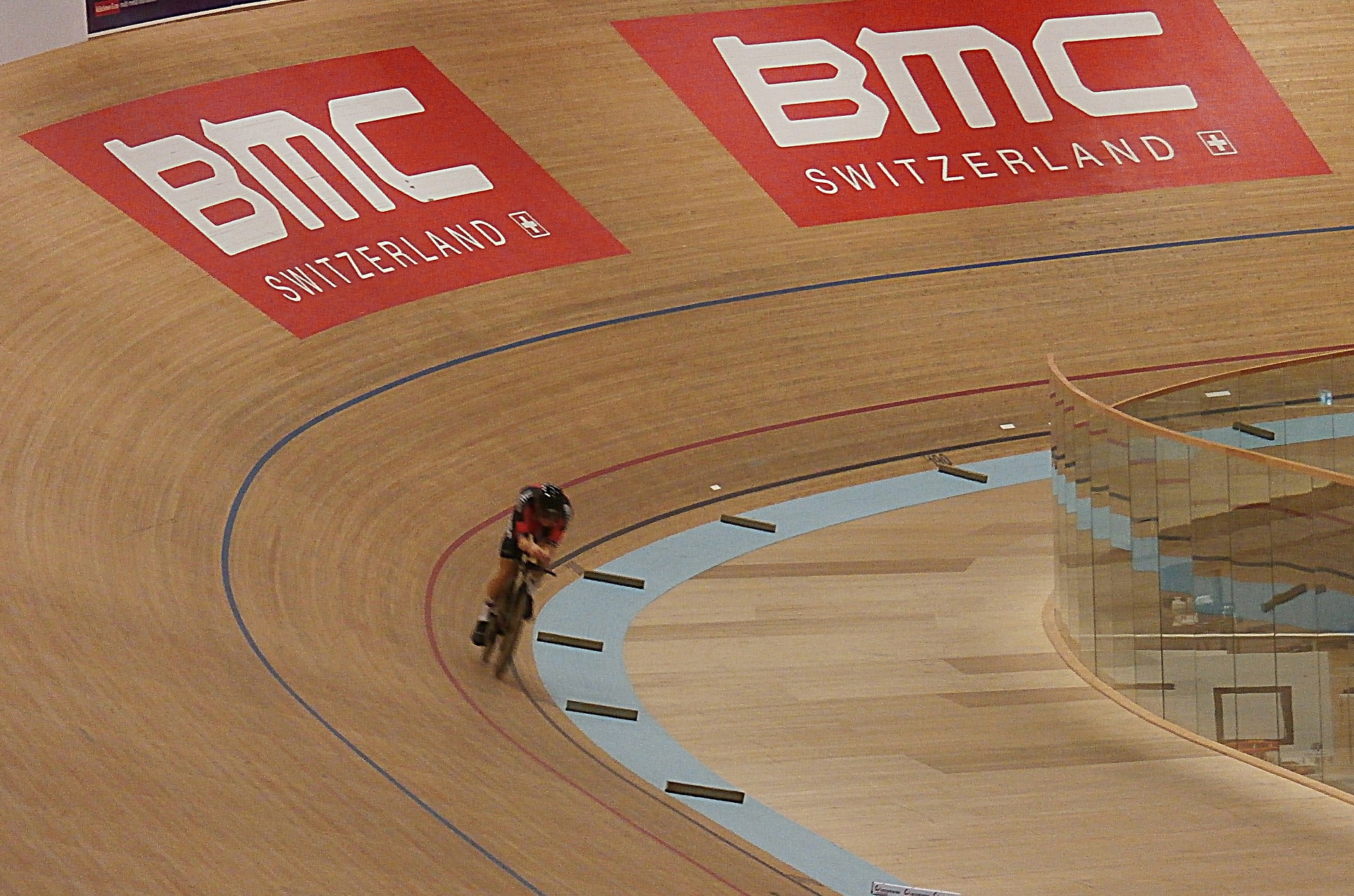
Dennis beim Stundenweltrekordversuch am 8. Februar 2015

Zu Beginn des Jahres 2015 gewann Dennis auf dem Weg zu seinem Gesamtsieg bei der Tour Down Under auch die dritte Etappe und damit sein erstes Rennen der UCI WorldTour. Er verbesserte am 8. Februar 2015 den bis dahin von Matthias Brändle gehaltenen Stundenweltrekord im Velodrome Suisse von Grenchen auf 52,491 km. Er blieb Weltrekordhalter bis zum 2. Mai 2015, als Alex Dowsett eine neue Bestmarke aufstellte.

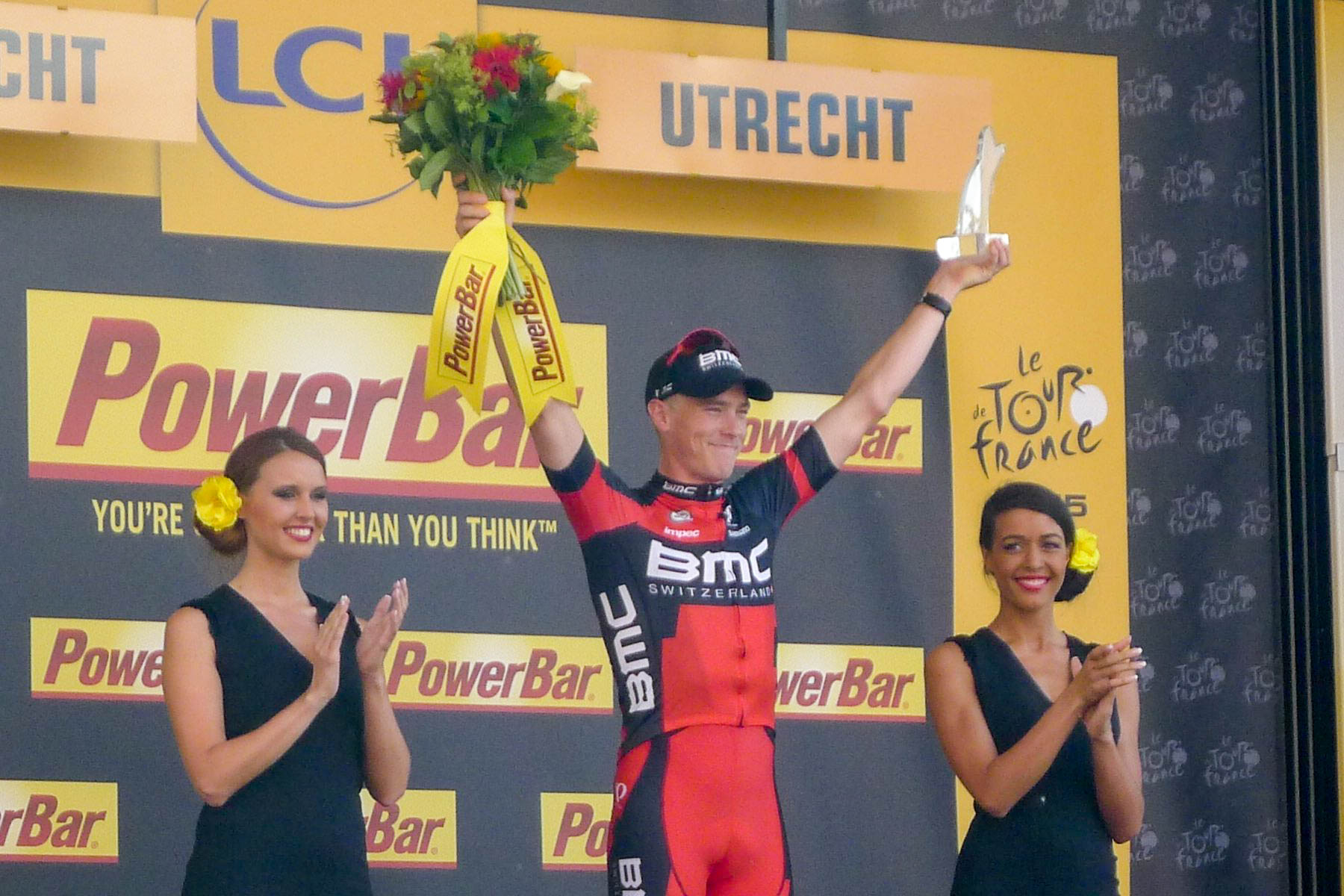
Rohan Dennis gewinnt das Auftaktzeitfahren der Tour de France 2015 in Utrecht.

Dennis gewann die erste Etappe der Tour de France 2015, die als Einzelzeitfahren ausgetragen wurde. Er absolvierte den 13,8 Kilometer langen Kurs in Utrecht in 14:56 min und fuhr mit 55,446 km/h das schnellste Einzelzeitfahren der Tour-Geschichte. Im selben Jahr gewann er zwei Etappen und die Gesamtwertung bei der USA Pro Challenge. Zudem konnte Dennis mit BMC den Weltmeistertitel im Mannschaftszeitfahren verteidigen, im Einzelzeitfahren wurde er nach einer Reifenpanne Sechster.
Zum Start der Saison 2016 wurde Rohan Dennis zum ersten Mal australischer Zeitfahrmeister in der Elite. Bei den Olympischen Spielen in Rio verpasste er um acht Sekunden die Medaillenränge, nachdem auf den letzten 15 Kilometern sein Lenker brach. Bei der Tour of Britain gewann er nach einer Attacke zwei Kilometer vor dem Ziel die siebte Halbetappe, nachdem er wenige Stunden zuvor im Zeitfahren Zweiter wurde und beendete die Rundfahrt schließlich auf Rang zwei. Bei der Eneco Tour gewann er sowohl das Einzelzeitfahren, verlor aber durch einen Sturz auf der letzten Etappe seine Führung in der Gesamtwertung. Zum Ende der Saison wurde er bei den Weltmeisterschaften mit seinem Team Zweiter im Mannschaftszeitfahren und wurde wie im Vorjahr Sechster im Einzelzeitfahren.

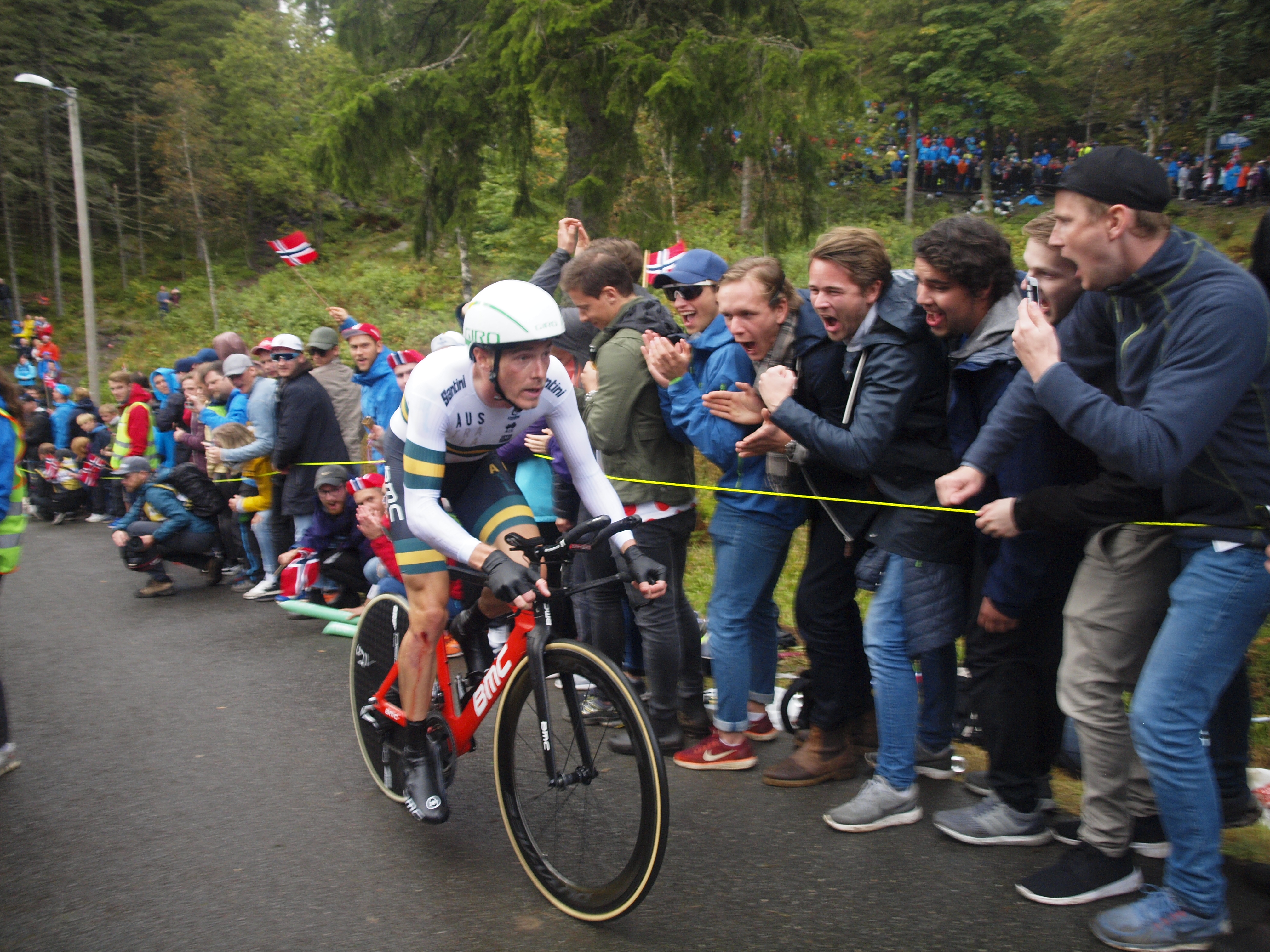
Dennis im Zeitfahren bei den UCI-Straßen-Weltmeisterschaften 2017 in Bergen

Dennis startete in die Saison 2017 mit dem Ziel, sich zu einem Gesamtklassementsfahrer zu entwickeln. Nachdem Dennis beim Giro d’Italia aufgrund eines Sturzes früh aufgeben musste, gewann der Australier bei der Tour de Suisse das Auftaktzeitfahren. Bei Tirreno-Adriatico gewann er mit seinem Team das Mannschaftszeitfahren, konnte in den Bergen seine Zeitverluste in Grenzen halten, und siegte auf dem abschließenden Zeitfahren, wodurch er seinen zweiten Rang im Gesamtklassement mit 25 Sekunden Rückstand auf Nairo Quintana verteidigte. Dennis bezeichnete diesen Erfolg als „großen Schritt, ein Grand Tour-Fahrer zu werden.“ Bei der Vuelta a España gewann er auf der ersten Etappe das Mannschaftszeitfahren und errang dadurch nach 2015 zum zweiten Mal die Führung in einer Grand Tour, gab sie jedoch am nächsten Tag wieder ab und musste vor dem Start der 16. Etappe die Rundfahrt aufgeben. Bei den Weltmeisterschaften stürzte Dennis im Zeitfahren, das er schließlich mit 1:37 Minuten Rückstand auf Tom Dumoulin beendete, im Mannschaftszeitfahren errang er Silber.
2018 wurde der Dennis zum dritten Mal in Folge nationaler Zeitfahrmeister und gewann bei der Abu Dhabi Tour sowie bei Tirreno–Adriatico jeweils das Zeitfahren. Beim Giro d’Italia wurde er Zweiter des Auftaktzeitfahrens in Jerusalem mit zwei Sekunden Rückstand auf Zeitfahrweltmeister Tom Dumoulin. Auf der darauffolgenden Etappe fuhr er dann in das Rosa Trikot des Gesamtführenden, indem er sich beim Zwischensprint drei Bonussekunden sicherte, und trug es bis zur fünften Etappe. Er wurde somit der dritte Australier nach Bradley McGee und Cadel Evans, der bei allen Grand Tours das Gesamtklassement angeführt hat. Darüber hinaus gewann Dennis das 34,2 km lange Zeitfahren auf der 16. Etappe mit 14 Sekunden Vorsprung auf Tony Martin. Schließlich beendete er die Rundfahrt auf Rang 16. Bei der Vuelta a España gewann Dennis mit sechs Sekunden Vorsprung auf Michał Kwiatkowski das Auftaktzeitfahren in Málaga, wodurch er somit bei allen Grand Tours eine Etappe gewonnen hat und wurde der 15. Fahrer in der Geschichte, der bei jeder Grand Tour im Zeitfahren triumphieren konnte. Auch beim zweiten Zeitfahren der Rundfahrt siegte Dennis mit einem Abstand von 50 Sekunden auf Teamkollege Joey Rosskopf und verließ anschließend die Rundfahrt, um sich auf die Weltmeisterschaften in Innsbruck vorzubereiten. Dort konnte er sich den Weltmeistertitel im 52,2 km langen Zeitfahren mit 1:21 Minuten Vorsprung auf Vorjahressieger Tom Dumoulin sichern.

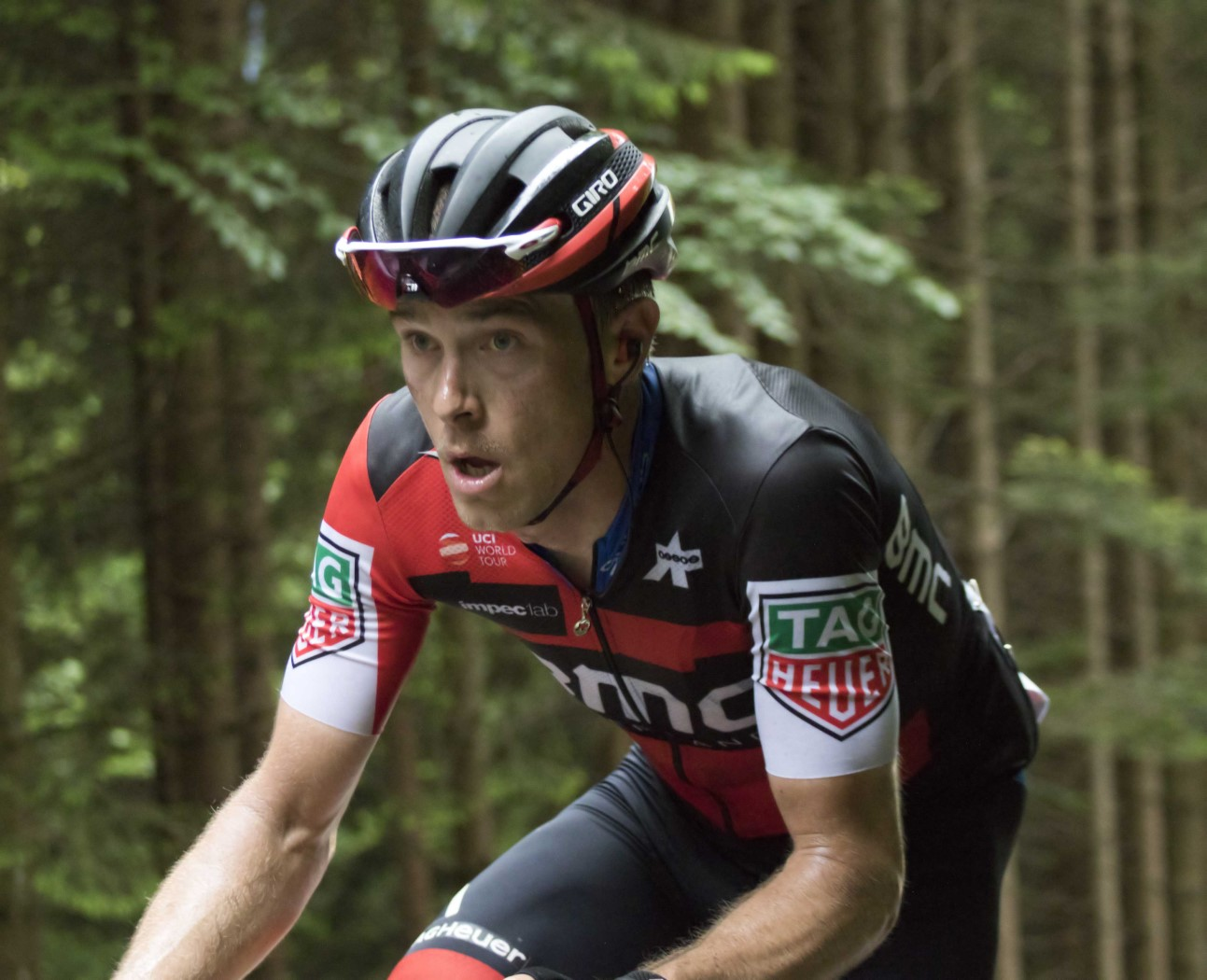
Dennis auf der 14. Etappe des Giro d’Italia 2018

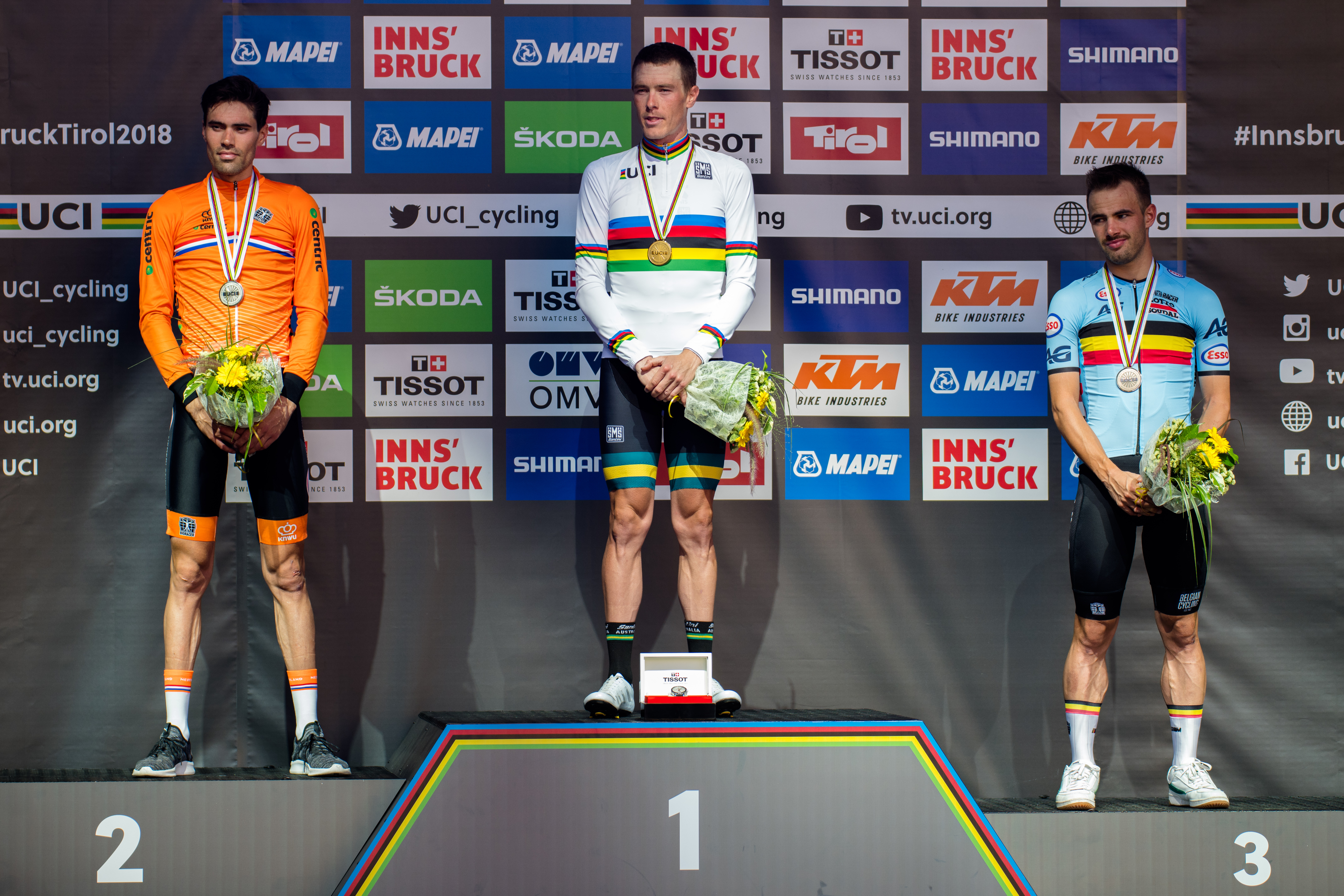
Dennis auf dem Siegerpodest der UCI-Straßen-Weltmeisterschaften 2018 im Zeitfahren

Zur Saison 2019 wechselte Dennis zum Team Bahrain-Merida, mit dem er einen Zweijahresvertrag abschloss. Er gewann das Auftaktzeitfahren der Tour de Suisse 2019. Die anschließende Tour de France 2019 gab er auf der 12. Etappe in der Verpflegungszone auf, ohne dass dafür ein Grund erkennbar war, was für medialen Wirbel sorgte. Anschließend bestritt er mehrere Monate lang keine Rennen. Im April 2020 gab er an, er habe die Tour beendet aus Angst um seine Ehe, da es vor dem Rennen zu Konflikten mit seiner Frau Melissa Hoskins gekommen sei.
Bei den UCI-Straßen-Weltmeisterschaften 2019 im englischen Yorkshire wiederholte er seinen Titelerfolg im Einzelzeitfahren aus dem Vorjahr. Er bestritt den Wettbewerb auf einem Zeitfahrrad des Herstellers BMC und nicht auf einem Modell des Teamsponsors Merida. Das Teammanagement gratulierte Dennis nicht zu seinem Erfolg und gab stattdessen anschließend bekannt, dass man den Vertrag etwa zwei Wochen zuvor bereits aufgelöst habe, wogegen Dennis den Schlichtungsausschuss der Union Cycliste Internationale angerufen habe. Für die Saisons 2020 und 2021 unterschrieb Dennis einen Vertrag beim Team Ineos.
Bei den nationalen Meisterschaften des Jahres 2020 belegte Rohan Dennis den zweiten Rang im Zeitfahren, ehe er die Tour down Under als Vierter beendete. Nach einem sieglosen Frühjahr und der durch die COVID-19-Pandemie bedingten Rennpause wurde er Fünfter der Zeitfahr-Weltmeisterschaften. Im Anschluss ging er beim Giro d’Italia an den Start, wo er sich als wichtiger Helfer des späteren Gesamtsiegers Tao Geoghegan Hart erwies. Auf der 18. Etappe schlug er am Stilfser Joch so ein hohes Tempo an, dass der Gesamtführende Wilco Kelderman zurückfiel und einzig Jai Hindley den beiden Ineos Fahrern folgen konnte. Bei der letzten Bergetappe in Sestriere stellte er sich erneut in die Dienste seines Kapitäns und belegte wie auch im Abschlusszeitfahren den dritten Rang.
Im Jahr 2021 gewann Rohan Dennis jeweils ein Zeitfahren bei der Katalonien-Rundfahrt und Tour de Romandie. Bei den Olympischen Spielen in Tokyo belegte er auf dem anspruchsvollen Parcours den dritten Rang und holte so die Bronzemedaille für Australien. Sein letztes Rennen für die Ineos Grenadiers bestritt er bei der Tour of Britain, wo er mit seinen Teamkollegen das Mannschaftszeitfahren gewann.

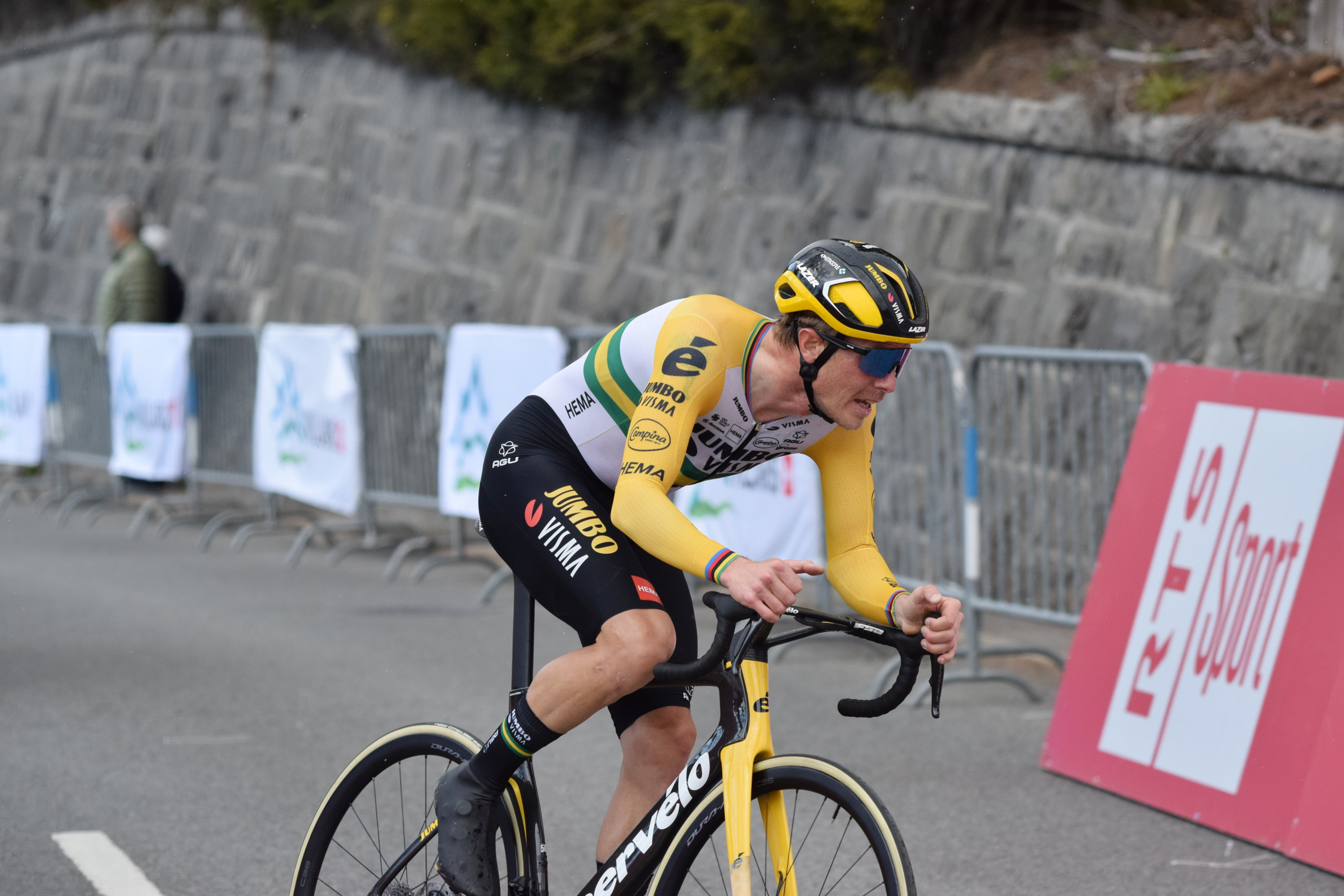
Rohan Dennis im Abschlusszeitfahren der Tour de Romandie 2022

Ab dem Jahr 2022 startete Dennis für die niederländische Jumbo-Visma-Mannschaft, die mittlerweile zur stärksten Kraft im Fahrerfeld aufgestiegen war. Er gewann den nationalen Zeitfahrtitel und holte Gold im Zeitfahrbewerb bei den Commonwealth Games. Dazwischen bekam er die Möglichkeit bei der Tour de Romandie auf die Gesamtwertung zu fahren, musste das Führungstrikot jedoch am letzten Etappentag abgeben. Am Ende der Saison bestritt er die Vuelta a España 2022 und gewann mit seinen Teamkollegen das Mannschaftszeitfahren der 1. Etappe.
Im Jahr 2023 startete Rohan Dennis mit einem Etappensieg bei der Tour down Under in die Saison. Am 10. Februar gab er seine Karriereende mit Ende der Saison bekannt. Nach dem Giro d’Italia, den er als Helfer für den späteren Gesamtsieger Primož Roglič fuhr, belegte er bei seinen letzten Zeitfahr-Weltmeisterschaften den siebten Rang.

## Privates
Dennis war ab 2018 bis zu ihrem Tod 2023 mit der Radrennfahrerin Melissa Hoskins verheiratet. Melissa Hoskins starb am 31. Dezember 2023 in Adelaide an den Folgen eines Verkehrsunfalls, bei dem er sie mit seinem Auto angefahren haben soll. Dennis wurde anschließend verhaftet und gegen Kaution wieder freigelassen. Im März 2024 stand er in Melbourne wegen „gefährlichen Fahrens mit Todesfolge und Fahrens ohne die erforderliche Sorgfalt“ vor Gericht, die Urteilsverkündung wurde für August angekündigt. Laut Medienberichten drohen Dennis bis zu 15 Jahre Haft.
Im Mai 2025 wurde Rohan Dennis, der sich schuldig bekannt hatte, zu einer Bewährungsstrafe von zwei Jahren sowie zu einem fünfjährigen Fahrverbot verurteilt.

## Erfolge

### Straße
2010
- Australischer Meister – Einzelzeitfahren (U23)
- Mannschaftszeitfahren Thüringen-Rundfahrt

2012
- Australischer Meister – Straßenrennen (U23)
- Australischer Meister – Einzelzeitfahren (U23)
- eine Etappe Olympia’s Tour
- Gesamtwertung und eine Etappe Internationale Thüringen Rundfahrt (U23)
- Memorial Davide Fardelli
- Chrono Champenois – Trophée Européen
- Weltmeisterschaft – Einzelzeitfahren (U23)

2013
- Gesamtwertung und eine Etappe Tour of Alberta

2014
- eine Etappe Kalifornien-Rundfahrt
- Commonwealth Games – Einzelzeitfahren
- Weltmeister – Mannschaftszeitfahren

2015
- Gesamtwertung, eine Etappe und  Nachwuchswertung Tour Down Under
- Mannschaftszeitfahren Critérium du Dauphiné
- eine Etappe und Mannschaftszeitfahren Tour de France
- Gesamtwertung und zwei Etappen USA Pro Challenge
- Weltmeister – Mannschaftszeitfahren

2016
- Australischer Meister – Einzelzeitfahren
- eine Etappe Kalifornien-Rundfahrt
- eine Etappe Tour of Britain
- eine Etappe und Mannschaftszeitfahren Eneco Tour
- Weltmeisterschaft – Mannschaftszeitfahren

2017
- Australischer Meister – Einzelzeitfahren
- Gesamtwertung und Punktewertung Tour La Provence
- eine Etappe und Mannschaftszeitfahren Tirreno-Adriatico
- Mannschaftszeitfahren Katalonien-Rundfahrt
- eine Etappe Tour of the Alps
- Prolog und eine Etappe Tour de Suisse
- Mannschaftszeitfahren Vuelta a España
- Weltmeisterschaft – Mannschaftszeitfahren

2018
- Australischer Meister – Einzelzeitfahren
- eine Etappe Abu Dhabi Tour
- eine Etappe und Mannschaftszeitfahren Tirreno–Adriatico
- eine Etappe Giro d’Italia
- zwei Etappen Vuelta a España
- Weltmeisterschaft – Mannschaftszeitfahren
- Weltmeister – Einzelzeitfahren

2019
- eine Etappe Tour de Suisse
- Weltmeister – Einzelzeitfahren

2021
- eine Etappe Katalonien-Rundfahrt
- Prolog Tour de Romandie

2022
- Australischer Meister – Einzelzeitfahren

2023
- eine Etappe Tour Down Under

### Bahn
2007
- Australischer Meister – Mannschaftsverfolgung (Junioren) mit Jack Bobridge, Sean Boyle und Christos Winter

2008
- Australischer Meister – Einerverfolgung (Junioren)
- Australischer Meister – Punktefahren (Junioren)
- Weltmeister – Mannschaftsverfolgung (Junioren) mit Luke Davison, Luke Durbridge und Thomas Palmer
- Ozeanienmeister – Mannschaftsverfolgung (mit Jack Bobridge, Zakkari Dempster und Mark Jamieson)
- Weltcup Melbourne – Mannschaftsverfolgung mit Jack Bobridge, Luke Durbridge und Mark Jamieson

2009
- Weltcup Peking – Mannschaftsverfolgung mit Leigh Howard, Mark Jamieson und Glenn O’Shea

2010
- Australischer Meister – Mannschaftsverfolgung mit Jack Bobridge, James Glasspool und Dale Parker
- Weltmeister – Mannschaftsverfolgung mit Jack Bobridge, Michael Hepburn und Cameron Meyer

2011
- Australischer Meister – Mannschaftsverfolgung mit Alexander Edmondson, Damien Howson und Glenn O’Shea
- Weltmeister – Mannschaftsverfolgung mit Jack Bobridge, Luke Durbridge und Michael Hepburn

2012
- Australischer Meister – Mannschaftsverfolgung mit Jack Bobridge, Alexander Edmondson und Glenn O’Shea
- Weltmeisterschaften – Mannschaftsverfolgung mit Glenn O’Shea, Jack Bobridge, Michael Hepburn

2015
- Stundenweltrekord über 52,491 Kilometer

## Wichtige Platzierungen
| Grand Tour            | 2013 | 2014 | 2015 | 2016 | 2017 | 2018 | 2019 | 2020 | 2021 | 2022 | 2023 |
| --------------------- | ---- | ---- | ---- | ---- | ---- | ---- | ---- | ---- | ---- | ---- | ---- |
| Giro d’ItaliaGiro     | –    | –    | –    | –    | DNF  | 16   | –    | 35   | –    | –    | 41   |
| Tour de FranceTour    | DNF  | –    | 101  | DNF  | –    | –    | DNF  | –    | –    | –    | –    |
| Vuelta a EspañaVuelta | –    | 84   | –    | –    | DNF  | DNF  | –    | –    | –    | 52   | –    |

| Weltmeisterschaft        | 2013 | 2014 | 2015 | 2016 | 2017 | 2018 | 2019 | 2020 | 2021 | 2022 | 2023 |
| ------------------------ | ---- | ---- | ---- | ---- | ---- | ---- | ---- | ---- | ---- | ---- | ---- |
| StraßenrennenStraße      | DNF  | DNF  | –    | –    | –    | DNF  | DNF  | –    | –    | –    | –    |
| EinzelzeitfahrenEZF      | 12   | 5    | 6    | 6    | 8    | 1    | 1    | 5    | –    | –    | 7    |
| MannschaftszeitfahrenMZF | 8    | 1    | 1    | 2    | 2    | 3    | –    | –    | –    | –    | –    |

## Sonstiges
2015 und 2018 wurde Dennis Radsportler des Jahres in Australien.